# Valene Ewing
Valene Ewing is een personage uit de Amerikaanse soapserie Dallas en Knots Landing. De rol kort vertolkt door Joan Van Ark. Ze verscheen in de eerste twee afleveringen van het tweede seizoen en daarna in het derde seizoen waarna ze verhuisde met haar man Gary Ewing op zoek naar nieuw geluk in het fictieve stadje Knots Landing in Californië. Later maakte ze nog enkele gastoptredens in Dallas. De spin-off van Dallas liep zelfs één seizoen langer dan Dallas zelf.

## Personagebeschrijving

### Dallas
Valene trouwde met Gary Ewing toen ze vijftien was en Gary nog maar zestien, omdat ze zwanger was. Gary was de middelste zoon van de Ewings en was zwak en dronk veel. Hij werd vaak gemanipuleerd door zijn oudere broer J.R.. Door het gemoei van J.R. besloot Gary om te vluchten en liet Valene achter. Zij beviel van Lucy en J.R. maakte haar meteen duidelijk dat zij als Ewing opgevoed zou worden op Southfork. Valene trachtte te vluchten naar haar moeder Lilimae Clements, maar die wees haar de deur. Valene kon niets inbrengen tegen J.R. en werd verhinderd haar dochter te zien voor vele jaren. (Veel van deze dingen over het verleden kwamen pas later aan het licht tijdens Knots Landing).
In 1978 had Lucy haar moeder gevonden die serveerster was. Ze spraken af in het geheim. Bobby was intussen ook zijn broer Gary tegengekomen en hij en Valene verzoenden zich en keerden terug naar Southfork. Echter werd J.R. opnieuw de spelbreker en ze verlieten Southfork opnieuw.
In december 1979 vond er opnieuw een reünie plaats. Gary en Valene hertrouwden en verhuisden naar Californië naar het plaatsje Knots Landing in een huis dat Miss Ellie hen gekocht had als huwelijkscadeau. Hierna verscheen Valena nog sporadisch in Dallas. Ze maakte ook haar opwachting in de allerlaatste aflevering in de droom van J.R. waarin ze Gary voor het eerst ontmoette en benadrukte dat ze voor elkaar bestemd waren.

### Knots Landing
Valene en Gary verhuisden naar Knots Landing, een buitenwijk van Los Angeles op het adres 16966 Seaview Circle. Valene was aanvankelijk niet zo blij met hun nieuwe woonst en vond het geen plaats om opnieuw te beginnen. Ze was ook niet gecharmeerd door haar buren, de Fairgates en hun dochter Annie, die haar deed denken aan haar eigen dochter Lucy. Gary was wel vastberaden om te blijven en overtuigde haar te blijven. Val en haar buurvrouw Karen Fairgate MacKenzie zouden uiteindelijk beste vriendinnen worden.
Val ontdekte dat ze een talent had voor schrijven en schreef een boek over de Ewings uit Dallas, genaamd Capricorn Crude. Gary was kritisch over het boek en dit had een impact op hun huwelijk. Het boek werd een bestseller en Valene werd zelfstandiger.
Nadat Gary een affaire had met buurvrouw Abby Cunningham scheidde Val van hem. Ze hertrouwde met Ben Gibson in 1985 en bleef twee jaar met hem getrouwd. Val had in 1985 nog een tweeling gekregen met Gary, Bobby en Betsy. Er werd haar verteld dat de baby's doodgeboren waren. Val wist dat dit niet waar was omdat ze hen had horen wenen. Na een depressie verdween ze enkele maanden en werd ze later verenigd met haar kinderen dankzij haar buren Karen en Mack MacKenzie.
In 1990 trouwde ze met Danny Waleska die kort daarna overleed. In 1992 kwam ze in contact met maffiosi die haar ontvoerden en het lieten lijken alsof ze was omgekomen in een autocrash (Van Ark had besloten om de serie te verlaten in het laatste seizoen, maar keerde wel terug voor de finale van de serie).
In 1997 nam ze opnieuw de rol op in de miniserie Knots Landing: Back To The Cul-De-Sac waar ze een nieuwe carrière begon.